# Harry Frith
Harold James (Harry) Frith  (* 16. April 1921 in Kyogle, New South Wales; † 28. Juni 1982 in Lismore, New South Wales) war ein australischer Wildtierbiologe und Naturschützer.

## Leben
Frith war der jüngere Sohn von Richard Frith und seiner Frau Elizabeth, geborene Marshall. Sein Vater war Milchviehzüchter. Seit seinem 8. Lebensjahr war er ein begeisterter Taubenschütze und Naturforscher. Er besuchte die Lismore High School sowie das Scots College in Sydney und studierte anschließend an der Universität Sydney, wo er 1941 den Bachelor der Agrarwissenschaften erlangte und 1963 zum Doktor der Agrarwissenschaften promoviert wurde. Trotz eines guten Studiums meldete sich Frith im September 1941 bei den australischen Streitkräften, anstatt das Studium mit Auszeichnung abzuschließen. Im November desselben Jahres wurde er mit seiner Einheit im Nahen Osten stationiert und im Januar 1942 dem 2/6th Field Regiment zugeteilt. Im März 1942 kehrte er nach Australien zurück, wurde im September nach Papua-Neuguinea verschifft und wurde im Dezember 1942 dem 2/1st Anti-Tank Regiment zugeteilt. Er nahm an der Schlacht um Buna-Gona-Sanananda teil und interessierte sich für die Tierwelt der Region. Im April 1943 zum Unteroffizier befördert, kehrte er im Oktober desselben Jahres nach Australien zurück. Am 20. November heiratete er in Sydney Dorothy Marion Francis Killeen, eine wissenschaftliche Mitarbeiterin. Im September 1944 wurde er zum Leutnant befördert und zum Inspektor für Lebensmittelversorgung im Hauptquartier in Melbourne ernannt. Sein Militärdienst bei der Australian Imperial Force endete im Oktober 1945.
In der Folgezeit zogen Frith und seine Frau nach Griffith, New South Wales, wo er zunächst als stellvertretender Betriebsleiter und Technologe bei der Firma Griffith Cannery Pty Ltd. tätig war. 1946 wurde er Mitarbeiter in der nahe gelegenen Bewässerungsforschungsstation des Council for Scientific and Industrial Research (ab 1949 Commonwealth Scientific and Industrial Research Organization (CSIRO)). Unter der Leitung von Eric Stodden West widmete er sich bei seinen ersten Projekten dem Anbau von Zitruspflanzen. Experimente zum Frostschutz mit Hilfe von Windfächern waren Gegenstand zahlreicher früher Veröffentlichungen. Daneben interessierten ihn zunehmend die in den Zitronenbäumen nistenden Zebrafinken. 1951 wurde er von Francis Ratcliffe, dem Leiter der Wildlife Survey Section der CSIRO, ersucht, bei der Überwachung der Ausbreitung der Myxomatose bei Wildkaninchen, mitzuwirken. Frith ergriff die Gelegenheit, die Wildtierbiologie zum Mittelpunkt seiner Forschung zu machen, und wechselte im Juli 1952 offiziell in die Abteilung.
Ab 1951 begann er, wenn es ihm möglich war, in seiner Freizeit die Ökologie und das Verhalten des Thermometerhuhns zu studieren. Er hatte eine kleine Anzahl von brütenden Vögeln in einem verbliebenen Malleewaldgebiet auf einer Farm 38 km nördlich von Griffith und 22 km südwestlich von Rankins Springs entdeckt. Frith dokumentierte das Verhalten der Vögel und die Rollen, die die beiden Geschlechter spielten. Er machte Beobachtungen und führte Experimente an den Erdhügeln und herabgefallenen Pflanzen durch, die die Thermometer zum Ausbrüten ihrer Eier nutzten, wobei der männliche Vogel ständig die Temperatur überwachte und Anpassungen am Erdhügel vornahm.
Friths Arbeit über das Thermometerhuhn wurde in neun wissenschaftlichen Artikeln veröffentlicht, die zwischen 1955 und 1962 erschienen. 1962 veröffentlichte er seine Ergebnisse in einem populärwissenschaftlichen Buch mit dem Titel The Mallee-Fowl: The Bird that Builds an Incubator.
1963 wurden die Restbestände des Mallee-Waldes, in dem Frith die Vögel erforschte, zu einem 145 Hektar großen Reservat erklärt. Das isolierte und von gerodetem Ackerland umgebene Pulletop Nature Reserve ist nun ein Schutzgebiet mit natürlichen Lebensräumen für viele einheimische Arten in der Region. Insgesamt 123 Mallee- und Waldvögel wurden in dem Reservat gezählt, obwohl einige Arten stark zurückgegangen sind, was auf die geringe Größe des Reservats, seine Isolation innerhalb des größtenteils gerodeten Landes und die Nachstellung durch Katzen und Füchse zurückzuführen ist. Die symbolträchtigste Art des Reservats, das Thermometerhuhn, wurde dort zuletzt in den 1980er Jahren beobachtet und gilt nun als lokal ausgestorben.
Nach seinem Wechsel zur Wildlife Survey Section der CSIRO führte Frith eine umfassende Studie zur Ökologie von Wasservögeln durch, die sich insbesondere mit der weit verbreiteten Auffassung befasste, dass Entenvögel den Reisanbau in großem Umfang schädigten. Von 1951 bis 1957 leitete er die erste wissenschaftliche Untersuchung von Wasservögeln in Australien und machte umfangreiche Beobachtungen entlang der Binnengewässer des Murray-Darling-Systems. Der Zeitraum von Friths Studie fiel mit Überschwemmungsjahren zusammen, die sich mit trockenen Jahren abwechselten. Seine Daten zeigten, dass das Brüten der Enten durch steigende Wasserstände ausgelöst wurde.
1955 ersuchte die Regierung des Northern Territory die Wildlife Survey Section, die Auswirkungen der Spaltfußgänse auf die Landwirtschaft im Norden Australiens zu untersuchen. Francis Ratcliffe beauftragte Frith mit der Durchführung dieser Aufgabe. Er folgte den Gänsen weit über die experimentellen Reisanbaugebiete hinaus und besuchte die Monsun-Sumpfgebiete, die vom Bamaroo-gjaja (oder Gänsecamp) in der Nähe der Alligator Rivers bis zum südlichen Daly River reichen. In Zusammenarbeit mit dem Ornithologen Stephen John James Frank Davies konnte er darlegen, dass Spaltfußgänse auf mäßig tiefes Wasser als Nahrungs- und Bruthabitat angewiesen sind. Die Forscher kamen zu dem Schluss, dass die Gänse „kein anhaltendes Problem für die Reisindustrie darstellen, sondern vielmehr das Voranschreiten der Besiedlung die Spaltfußgans aus dem Northern Territory eliminieren würde“.
Frith engagierte sich weiterhin für die Entwicklung von Naturschutzgebieten in Nordaustralien und war als Berater daran beteiligt, dass das Woolwonga Aborigine-Reservat 1962 zu einem Naturschutzgebiet erklärt wurde, zu dem auch das Bamaroo-gjaja (oder Gänsecamp) am South Alligator River gehörte, wo Frith und Davies gearbeitet hatten. Damit begann ein Prozess zum Schutz der natürlichen Umwelt im Northern Territory, der schließlich 1979 zur Gründung des Kakadu-Nationalparks führte (ein Gebiet, das das Woolwonga Aborigine-Reservat einschließt).
1956 zog Frith mit seiner Familie nach Yarralumla, Canberra, wo er als leitender Forschungsbeauftragter in der CSIRO Wildlife Survey Section arbeitete. Im Jahr 1959 führte er ein umfangreiches Forschungsprojekt über die Ökologie des Roten Riesenkängurus und deren Auswirkungen auf die Schafzucht durch. Bei dieser Studie wurden auch die Embryologie und die Endokrinologie behandelt. Gemeinsam mit dem Säugetierkundler John H. Calaby verfasste er 1969 das Buch Kangaroos, das von Frank Knight illustriert wurde. 
Von 1960 bis 1962 war Frith für das Australian Bird-Banding Scheme (innerhalb der CSIRO Wildlife Survey Section) verantwortlich, das er auch auf Fledermäuse erweiterte. Nach dem Rücktritt von Francis Radcliffe und einem anschließenden Auswahlverfahren wurde Frith im Mai 1961 zum Leiter der Wildlife Survey Section ernannt. Im Jahr 1962 wurde diese Abteilung in CSIRO Division of Wildlife Research umbenannt, deren Leiter Frith wurde. Von den großen Zentren in Canberra, Perth und Darwin aus überprüfte und plante seine Abteilung viele nationale Strategien zur Erhaltung der Tierwelt, wobei sie stets mit dem Verständnis der Ökologie der betreffenden Tiere begann. Zahlreiche kleine, abgelegene Stationen wurden eingerichtet, um bestimmte Projekte zu verfolgen, insbesondere im Norden Australiens. Unter Friths Leitung wurden Naturschutzbelange über Reservate hinaus auf Produktionslandschaften ausgedehnt. Er nahm auch Gespräche mit Wasserschutzingenieuren auf und erkannte die Zusammenhänge zwischen Bewässerung, Salzgehalt und Bodendegradation sowie die Gefährdung der Wildenten. 
1961 wurde er Mitglied des New South Wales Fauna Protection Panel (und seines Nachfolgers, des New South Wales National Parks and Wildlife Advisory Council) und ab 1963 Mitglied des Northern Territory Wildlife Advisory Council.
1963 wurde Frith von der Universität Sydney für seine Arbeiten über das Thermometerhuhn und australische Wasservögel mit einem Doktortitel in Agrarwissenschaften ausgezeichnet. Seine Wasservogelforschung führte 1967 zur Veröffentlichung seines Standardwerkes Waterfowl in Australia.
1974 überredete Frith den International Ornithological Congress zum ersten Mal seit der Gründung im Jahr 1884 südlich des Äquators zu tagen. Trotz logistischer Schwierigkeiten organisierte er in Canberra ein Treffen, das von Jean Dorst geleitet wurde.
1976 gab er das erste Reader’s Digest Complete Book of Australian Birds heraus, wobei er die Beschreibungen von sechsundfünfzig Arten selbst verfasste. 
Im selben Jahr wurde die CSIRO von der Regierung von Premierminister Malcolm Fraser unter zunehmende finanzielle Zwänge gestellt, einschließlich einer Änderung der Managementstruktur, die die Einflussmöglichkeiten der Abteilungsleiter beschnitt. Anfang 1980 kündigte Frith an, dass er mit Erreichen seines sechzigsten Lebensjahres im April 1981 als Leiter in den Ruhestand treten würde. Diese Entscheidung führte zu einer internen Überprüfung der Abteilung im Oktober 1980, ein Vorgang, den er als sehr belastend empfand. Am Tag nach Abschluss der Überprüfung erlitt Frith einen Herzinfarkt. Er ließ sich krankschreiben und trat im folgenden Jahr in den Ruhestand.
Im Januar 1982 verließ Frith Canberra und ließ sich mit seiner Familie auf einem kleinen Landgut in Goonellabah in der Nähe von Lismore nieder. Er erwarb ein Grundstück in der Nähe seines Elternhauses, wo er begann, ein Stück Regenwald neu anzulegen und Studien über die Vögel der Region durchzuführen. Er erlitt jedoch einen zweiten Herzinfarkt, woran er am 28. Juni 1982 starb.

## Mitgliedschaften und Auszeichnungen
1973 wurde Frith Ehrenmitglied der Société Ornithologique de France und korrespondierendes Mitglied der American Ornithologists’ Union. 1974 wurde er korrespondierendes Mitglied der Deutschen Ornithologen-Gesellschaft und der British Ornithologists’ Union. Von 1974 bis 1978 war er Mitglied im Ständigen Exekutivausschuss des International Ornithological Committee. 1975 wurde er zum Mitglied der Australian Academy of Technological Sciences und der Australian Academy of Science gewählt, wo er von 1978 bis 1980 Ratsmitglied war.
In den Jahren 1979 und 1982 wurde er von der Royal Zoological Society of New South Wales für seine Bücher Wildlife Conservation und Pigeons of Doves of Australia mit der Whitley Medal ausgezeichnet. Im Jahr 1980 wurde er für seine „Verdienste um das Verständnis und die Erhaltung der australischen Tierwelt“ zum Officer of the Order of Australia (AO) ernannt. Er war vom NSW National Parks and Wildlife Service für diese Auszeichnung vorgeschlagen worden.

## Schriften (Auswahl)
- The Mallee-Fowl: The Bird that Builds an Incubator, 1963
- Waterfowl in Australia, 1967
- mit John H. Calaby: Kangaroos, 1969
- Birds in the Australian High Country, 1969
- The Japanese Snipe Gallinago hardwickii. A Preliminary Report, 1970
- mit Alec Costin: Conservation, 1971
- Wildlife Conservation, 1973
- mit John H. Calaby: Fauna survey of the Port Essington District, Cobourg Peninsula, Northern Territory of Australia, 1974
- The Murray Waters Man, Nature and a River System, 1974
- mit John H. Calaby: Proceedings of the 16th. International Ornithological Congress, Canberra, Australia, 12–17 August 1974, 1976
- Reader’s Digest Complete Book of Australian Birds, 1976
- The Nutrition of Aborigines in Relation to the Ecosystem of Central Australia: Papers Presented at a Symposium, CSIRO, 23–26 October 1976, Canberra, 1978
- Pigeons and Doves of Australia, 1982